# Richard Llewellyn
Richard Llewellyn, pseudonimo di Richard Dafydd Vivian Llewellyn Lloyd (pron. gallese:[ɬəˈwɛlɪn ɬuːɨ̯d]; Hendon, 8 dicembre 1906 – Dublino, 30 novembre 1983), è stato uno scrittore britannico di origini gallesi.

## Biografia
Nasce nel 1906 ad Hendon, attualmente un sobborgo di Londra, col nome di Richard Herbert Vivian Lloyd, secondogenito di William Llewellyn Lloyd (gallese) e di Sarah Anne Thomas. Nonostante in vita abbia dichiarato di essere nato a St David's (in Galles), postumamente tale affermazione si è rivelata essere falsa.
Ha viaggiato per quasi tutta la vita. Prima della seconda guerra mondiale ha lavorato come minatore e, durante il conflitto, è stato capitano delle Guardie Gallesi. Dopo la guerra lavorò come giornalista e come sceneggiatore per la MGM. Si sposò due volte e passò gli ultimi anni della sua vita ad Eilat, nell'Israele meridionale.

## Tematica
Molti dei suoi romanzi sono ambientati in Galles. Il più noto è il primo, Com'era verde la mia vallata (How Green was my Valley) che ha ottenuto riconoscimenti internazionali e da cui è stato tratto l'omonimo film; entrambi trattano del mondo delle comunità minerarie del sud del Galles, dove l'autore trascorse la propria infanzia coi nonni.
I protagonisti delle opere di Llewellyn spesso assumono nuove identità, come il personaggio di Edmund Trothe le cui avventure sono narrate in diversi libri di spionaggio.

## Opere
- Com'era verde la mia vallata (How Green Was My Valley) (1939)
- None but the Lonely Heart (1943)
- A Few Flowers for Shiner (1950)
- A Flame for Doubting Thomas (1954)
- Sweet Witch (1955)
- Mr. Hamish Gleave (1956)
- The Flame of Hercules (1957)
- Warden of the Smoke and Bells (1958)
- Chez Pavan (1959)
- Up into the Singing Mountain (1960)
- A Man in a Mirror (1964)
- Sweet Morn of Judas' Day (1965)
- Down Where the Moon is Small (1966)
- Bride of Israel My Love (1973)
- Hill of Many Dreams (1974)
- Green, Green My Valley Now (1975)
- At Sunrise, the Rough Music (1976)
- Tell Me Now and Again (1977)
- A Night of Bright Stars (1979)
- I Stand on a Quiet Shore (1982)

## Filmografia
- 1941 - Com'era verde la mia valle (How Green Was My Valley) regia di John Ford
- 1944 - Il ribelle (None But the Lonely Heart) regia di Clifford Odets